# 자그웨 왕조

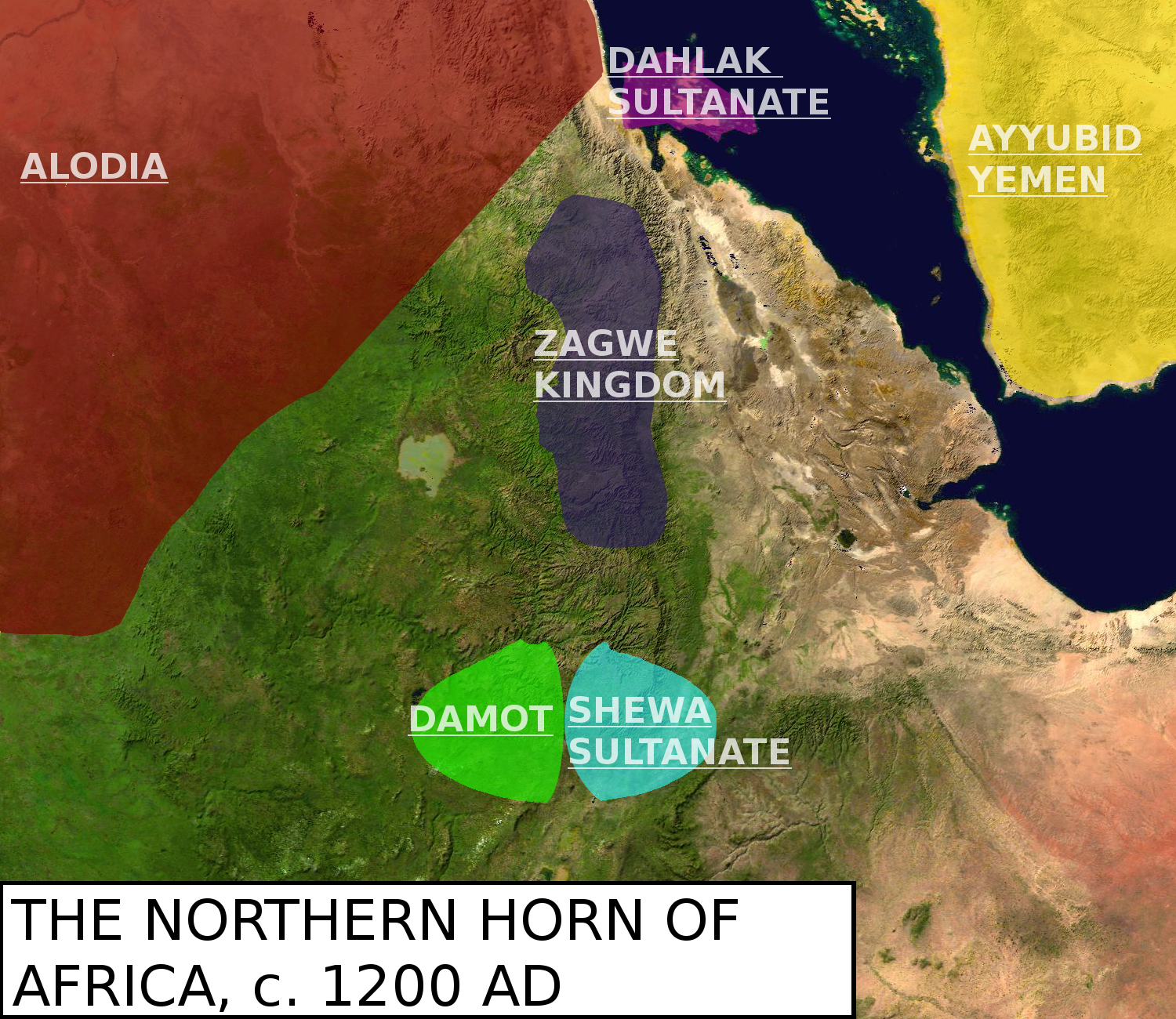

자그웨 왕조(Zagwe, 그으즈어: ዛጔ ሥርወ መንግሥት)는 아가우족(Agaw)의 주도로 세워져 오늘날의 에티오피아 북부와 에리트레아 일대를 다스리던 중세의 왕조였다. 악숨 왕국이 무너진 후 에티오피아를 지배하던 구디트 여왕(Gudit)와 그 후손의 왕조를 멸망시킨 후 12세기에 에티오피아를 평정하게 되었다고 전해진다. 13세기에 마지막 왕인 자-일마크눈(Za-Ilmaknun)이 예쿠노 암라크에게 패배하여 전사하고 예쿠노 암라크가 솔로몬 왕조를 세우며 멸망하였다.

## 같이 보기
- 솔로몬 왕조
- 에티오피아 제국